# 土黃縣
土黃縣，是明代交阯承宣布政使司乂安府下轄的一個縣。治所約在今越南河靜省香溪縣境內。其境內有礦山，產鐵；又有琢沉山、芹山、巨來山、蓬山，俱產香木；又有築碑山，峭壁峻崖，亙數千里，險要處也，相傳昔道吾縣蠻與箇陵喬能冊蠻，各㨿此為險，因築碑為界。

## 沿革
- 秦屬象郡、漢屬九真郡、孫分屬九德郡，隋屬日南郡、唐為驩州地[4]。
- 永樂五年（1407年）六月癸未置，屬乂安府[5][6][7][8][9][10]。
- 永樂十年冬十月戊寅，交阯總兵官英國公張輔至乂安府土黃縣惡江，捕獲偽少保潘季祐等[11]。
- 永樂十七年九月丙辰，並土黃縣入古杜縣[12][13]。